# Heute fahre ich nach Morgen
Heute fahre ich nach Morgen (Originaltitel: Соня Sonja) ist ein Roman von Kateryna Babkina. Er erschien erstmals 2013 im Verlag Folio in Charkiw und 2016 auf Deutsch.

## Inhalt
Protagonistin des Romans ist die ukrainische Künstlerin Sonja, die in prekären Verhältnissen in der Westukraine lebt. Dennoch schafft sie es, sich mit ihrem Leben zu arrangieren und ist sogar im Besitz eines alten Lada. Nachdem sie schwanger von ihrem Freund verlassen wird, versucht sie in den Westen zu reisen, zunächst nach Polen, wo sie vorgibt, studieren zu wollen und einem homosexuellen Paar aus der Ukraine zur Flucht verhilft. Danach kommt sie nach Berlin, wo sie den albanischstämmigen Kai kennenlernt, der sein Geld mit Schmuggel über die montenegrinisch-albanische Grenze verdient. Am Ende dieser Odyssee gelingt es Sonja in Thessaloniki eine ihrer Ikonen zu verkaufen. Sonja lernt dabei das in ihr entstehende Kind anzunehmen.

## Kritik
„Ein ganz ungewöhnlicher Roman, der durch seine unkonventionelle Bildersprache überzeugt.“